# سيرجيو سوفو
سيرجيو سوفو (بالإسبانية: Sergio Suffo)‏ هو لاعب كرة قدم أوروغواياني في مركز الدفاع، ولد في 22 فبراير 1986 في مونتيفيديو في الأوروغواي. لعب مع أتيناس دي سان كارولس.

## وصلات خارجية
- سيرجيو سوفو على موقع قاعدة بيانات كرة القدم.إي يو (الإنجليزية)
- سيرجيو سوفو على موقع Soccerway.com (الإنجليزية)
- سيرجيو سوفو على موقع عالم كرة القدم.نت (الإنجليزية)